# DJ Khaled
Khaled Mohamed Khaled (født 26. november 1975),med kunstnernavnet DJ Khaled er en amerikansk musikproducer, DJ, pladeselskabschef og forfatter. Han var radiovært på den Miami-baserede undergrundsmusik-radiostation WEDR "99 Jamz" og DJ for hiphop-gruppen Terror Squad. Fra 2004 til 2006 assisterede Khaled på produktionen af hiphop-albummerne Real Talk af Fabolous, True Story af Terror Squad, All or Nothing og Me, Myself, & I af Fat Joe.